# Лудвиг V (Пфалц)
Лудвиг V фон Пфалц (на немски: Ludwig V von der Pfalz, der Friedfertige; * 2 юли 1478, Хайделберг; † 16 март 1544, Хайделберг) от фамилията Вителсбахи, е курфюрст на Пфалц от 1508 до 1544 г.

## Живот
Той е най-възрастният син на курфюрст Филип (1448 – 1508) и Маргарета Баварска (1456 – 1501), дъщеря на херцог Лудвиг IX „Богатия“ от Бавария-Ландсхут.
През 1525 г. в съюз с архиепископа на Трир Лудвиг участва в множество битки против селяните през Селската война.
Лудвиг V се жени на 23 февруари 1511 г. в Хайделберг за Сибила (1489 – 1519), дъщеря на херцог Албрехт IV от Бавария и съпругата му ерцхерцогиня Кунигунда Австрийска (1465 – 1520), дъщеря на император Фридрих III. Бракът е бездетен.
Извънбрачната му дъщеря Маргарета фон Лютцелщайн (1523 – 1560) се омъжва на 11 септември 1543 г. в Йотинген за граф Лудвиг XVI фон Йотинген-Йотинген (1508 – 1569).
След смъртта му през 1544 г. той е наследен от брат му Фридрих II.

## Произведения
Той пише произведение от 12 тома по медицина (Cod. Pal. Germ. 261 – 272), което се пази в Университетската библиотека на Хайделберг („Codices palatini germanici“).